# Rudi Godden
Rudi Godden (* 18. April 1907 in Berlin als Rudi Lißbauer; † 4. Januar 1941 ebenda) war ein deutscher Sänger und Filmschauspieler.

## Leben
Rudi Godden war der Sohn eines österreichischen Cafétiers und wurde nach dessen frühem Tod von seinem Stiefvater, einem Kinobesitzer, adoptiert. Neben dem Schulbesuch in Berlin, Rostock und Hamburg nahm Godden, der zunächst Opernsänger werden wollte, Gesangsunterricht an der Opernschule Hamburg, den er jedoch nicht fortsetzte. Nach einer abgebrochenen kaufmännischen Lehre arbeitete er als Statist an den Berliner Kammerspielen und am Deutschen Schauspielhaus. Seit Ende der 1920er Jahre ging er mit dem von ihm mitbegründeten Gesangsquartett Blue Boys auf Tournee. Seit 1935 war er Mitglied des Kabaretts Die acht Entfesselten.

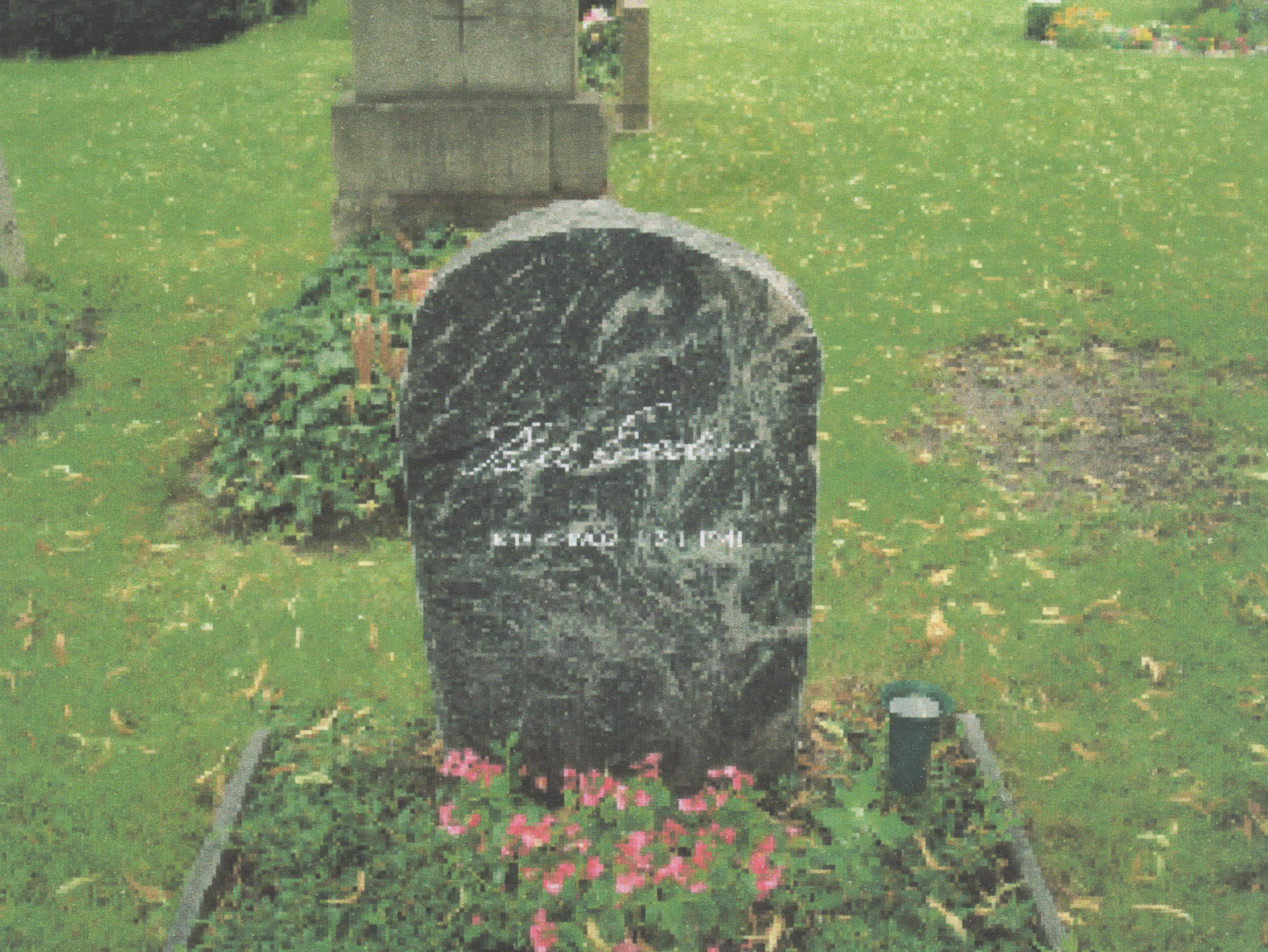
Grabstätte von Rudi Godden

1936 nahm er einen Vertrag bei der Tobis an und stand für den Film Truxa erstmals vor der Kamera. In den Jahren 1937 bis 1940 folgten größere Rollen, darunter auch eine der Titelrollen in Hans H. Zerletts antisemitischer Musikkomödie Robert und Bertram (1939). Außer in dem Film Das Leben kann so schön sein, in dem er erstmals eine ernsthafte Rolle übernahm, war sein Rollenfach der charmante, immer gut aufgelegte Herzensbrecher. Neben der Filmarbeit trat er in Operetteninszenierungen im Admiralspalast und im Metropol auf, u. a. spielte er die männliche Hauptrolle in Schmidseders Frauen im Metropol.
Er war seit 1937 mit der Kabarettistin Gerti Godden verheiratet.
Rudi Godden starb 1941 mit nur 33 Jahren überraschend an den Folgen einer Blutvergiftung. Sein Grab auf dem Alten Zwölf-Apostel-Kirchhof in Berlin-Schöneberg ist erhalten.

## Filmografie
- 1937: Truxa (Regie: Hans H. Zerlett)
- 1937: Einmal werd’ ich Dir gefallen (Regie: Johannes Riemann)
- 1938: Musketier Meier III (Regie: Joe Stöckel)
- 1938: Es leuchten die Sterne (Regie: Hans H. Zerlett)
- 1938: Die kleine und die große Liebe
- 1938: Das Leben kann so schön sein (Regie: Rolf Hansen)
- 1939: Robert und Bertram (Regie: Hans H. Zerlett)
- 1939: Hallo Janine (Regie: Carl Boese)
- 1939: Die goldene Maske (Regie: Hans H. Zerlett)
- 1939: Der ungetreue Eckehart (Regie: Hubert Marischka)
- 1939: Das Gewehr über! (Regie: Jürgen von Alten)
- 1940: Polterabend (Regie: Carl Boese)
- 1940: Die lustigen Vagabunden (Regie: Jürgen von Alten)